# 심팜
《심팜 : 심시티의 시골 사촌》(SimFarm: SimCity's Country Cousin)는 1993년에 만들어진 플레이어가 가상의 농장을 구축하고 관리하는 게임이다. 제목에서 알 수 있듯이 심 시리즈의 게임이다.

## 게임 플레이
플레이어는 건물을 배치하고 농기구를 사고 팔고 토지를 구축하며, 가축을 키우고 작물을 심으며, 기상과 계절의 변화 시스템을 통해 돌발 상황을 개척해야 한다. 또한 재해에는 토네이도, 가뭄, 해충, 그리고 모래 폭풍 등이 있으며, 농장을 파괴하고 가축과 작물의 수확을 중단시킬 수 있다.
심팜은 심시티와 마찬가지로 시물레이션된 작은 마을이 있다. 이 마을은 형태와 기능이 심시티의 도시를 연상케 한다. 플레이어는 때때로 새로운 토지에 건설될 건물을 제안하고 가축과 함께 대회에 참여하거나(파란 리본과 상금을 받을 수 있는 돼지 콘테스트 등) 마을에 건설되는 공항의 제안 등을 통하여 마을과 상호 작용할 수 있다. 또한 이러한 과정을 통해 농약 살포 비행기를 구입하고 사용하는 능력을 얻는다.
심팜의 자택은 플레이어가 전년도에 충분한 돈을 벌었다면 플레이어가 각 게임 연도 초에 확장할 수 있다. 또한 심팜은 플레이어가 미국의 지도로부터 파생된 지역의 평균 풍량, 강우량과 온도를 선택하여 자신의 기후 디자인을 할 수 있다.

## 게임 패키지
게임 패키지는 사용자 매뉴얼인 농장 운영 교육 가이드를 포함하고 있고 이들은 상자에 함께 인쇄되어 있다.

## 평가
| 평가                                                                                         |             |
| -------------------------------------------------------------------------------------------- | ----------- |
| 평론 점수 평론사 점수 Electronic Entertainment 8 out of 10 [ 1 ] PC Games Magazine 74% [ 2 ] |             |
| 평론 점수                                                                                    |             |
| 평론사                                                                                       | 점수        |
| Electronic Entertainment                                                                     | 8 out of 10 |
| PC Games Magazine                                                                            | 74%         |